# 再帰代名詞
再帰代名詞（英語: reflexive pronoun）は、同じ文の中で他の名詞や代名詞（先行詞）と同一指示の代名詞。主語など、その文のなかで先に現れた要素と同一指示であることを示す。
英語ではすべての人称について再帰代名詞を持つが（myself、yourself、itself など）、三人称にのみ再帰代名詞を持つものが多い。ロマンス語では頻繁に用いられ、動詞との組み合わせで受身や自然発生の意味をもつものや、特殊な意味が固定化しているものが見られる（再帰動詞）。

## 英語
英語では、再帰代名詞の非反射的な使用はむしろ一般的である。ほとんどの場合、再帰代名詞は、名詞の個性や特殊性を強調する強調代名詞として機能する。文法的には、この用法における再帰代名詞の位置は、代名詞が強調する名詞の直後か、名詞が主語の場合は動詞の後か目的語の位置も可能である。例えば、以下がある。
- Why don't you yourself do the job?
- Why don't you do the job yourself?
- I want to fix my phone itself; I will not fix your watch as well.

例えば、
- Please, forward the information to myself, Anything else for yourself today?

のような場合、meやyouの方がより簡潔であることに注意。言語学の文献では、談話の先行詞を持つ再帰代名詞はしばしばlogophorと呼ばれる。
標準的な英語では、logophorを使用できる文脈がある。例えば、
- John was angry. Embarrassing pictures of himself were on display.

ただし、標準英語では、この再帰動詞のlogophor的な使用は、一般に再帰動詞が共起語を持たない位置に限定される。
英語のいくつかの方言では、特に1人称、時には2人称、また特に受け手に対して反射的な関係を表すために標準的な目的代名詞を用いることが一般的であり、例えば、
- I want to get me some supper

等が見られ、これは古英語から近世にかけては一見標準的であるが（「自」の構文は主に強調の目的で使われる）、現代英語では方言的あるいは非標準的であるとされている。
また、インフォーマルな会話では、「me」で十分な場合に「myself」を使うことがよくある。
- She stood by Jane and myself. （彼女はジェーンと私のそばにいた）。

また、「myself」は「I」の方が適切な場合に使われる。例えば、トマス・ジェファソンは、
- Hamilton and myself were daily pitted in the cabinet like two cocks

という言葉を引用している。

## スペイン語
- Me levanto a las siete.（わたしは7時に起きる。）
- Él se lava las manos.（彼は手を洗う。）
- Ella se duerme a las nueve de la noche.（彼女は9時に寝る。）

## 日本語
日本語では「自分」「自分自身」などに再帰的な用法がある。ただし「自分」は単数一人称としても用いられ、近畿方言では単数二人称として用いられることもある。